# Håbols församling
Håbols församling var en församling i Karlstads stift och i Dals-Eds kommun i Västra Götalands län (Dalsland). Församlingen uppgick 2010 i Dals-Eds församling.

## Administrativ historik
Församlingen har medeltida ursprung. 
Församlingen var till 1962 annexförsamling i pastoratet Dals-Ed, Nössemark, Håbol och Töftedal som till 1670 även omfattade Rölanda och Gesäters församlingar. Från 1962 till 2010 var församlingen annexförsamling i pastoratet Dals-Ed, Nössemark och Håbol, som från 1998 även omfattade Gesäters, Rölanda och Töftedals församlingar. Församlingen uppgick 2010 i Dals-Eds församling.

## Kyrkor
- Håbols kyrka